# Wetterburg
Wetterburg ist ein Stadtteil von Bad Arolsen im nordhessischen Landkreis Waldeck-Frankenberg.

## Geographische Lage
Der Luftkurort Wetterburg liegt im Waldecker Land knapp 3 km östlich der Kernstadt von Bad Arolsen auf einem Bergrücken – südwestlich der Ruine der Wetterburg – zwischen Aar und Twiste. Die östlich am Dorf vorbeifließende Twiste ist hier zum Twistesee aufgestaut. Sie nimmt flussab nördlich der Twistetalsperre die von Westen kommende Aar auf, der von links die Bicke zugeflossen ist.

## Geschichte

### Die Wetterburg
Im Jahr 1306 ließ Graf Heinrich IV. von Waldeck die Burg auf einem Felssporn zwischen Aar und Twiste errichten. Der Burgbau war seine Reaktion auf die Verpfändung von Volkmarsen und der Kugelsburg an den Erzbischof von Köln, Heinrich II. von Virneburg, im Jahr 1304. Der Bau entwickelte sich zu einem Streitobjekt zwischen dem Erzbistum Köln und den Waldecker Grafen.

### Ortsgeschichte
Die Entwicklung von Wetterburg war bis Mitte des 16. Jahrhunderts stark durch die wechselvolle Geschichte der 1306 erbauten Wetterburg beeinflusst. Im Jahr 1654 ließ Graf Josias von Waldeck neben der Burg eine ev. Kirche erbauen; vorher und seit dem 19. Jahrhundert erneut war der Ort ein Filial von Külte. Zwischen 1640 und 1750 entstanden um Wetterburg fünf Mühlen sowie Eisenhämmer.
Die ev. Kirche wurde 1654 als Saalkirche in Fachwerk über einem Steinsockel errichtet, 1824 erneuert, 1893 Chor und Westturm in Backstein angebaut, das Fachwerk an Ost-, Nord- und Südseite 2010 verschiefert. In einem Umbau von 1978 wurde die bauzeitliche Ausstattung durchgreifend verändert: von der L-förmigen Empore wurde der Nord-Teil entfernt, das auf 1656 datierte Gestühl wurde gegen neues ersetzt, von der ehemaligen Kanzel wurde nur das Brüstungsfeld mit Wappen und Inschrift behalten, der Altar wurde gegen einen neuen ausgetauscht, die vier Chor- und sechs Schifffenster erhielten künstlerischen Verglasungen von Erhard Jakobus Klonk, die Stirnwand des Chores ein Stein-Relief von Hermann Pohl; die Orgel von 1710 wurde überarbeitet, die Grabplatte von Engelbert Vierort († 1675), Stifter der ursprünglichen Kanzel, wurde unter dem Fußboden freigelegt.
Die 1973 bis 1981 gebaute Twistetalsperre wurde am 26. September 1981 vom damaligen Hessischen Ministerpräsidenten Holger Börner eingeweiht. 1984 wurde im Ort die Twisteseehalle als Mehrzweckhalle fertiggestellt. Beim Bau der Halle erbrachten die Wetterburger Eigenleistungen im Wert von 160.000 DM. Im gleichen Jahr wurde das „Lutherhaus“ der evangelischen Kirchengemeinde Wetterburg eingeweiht. Viele Bürger engagieren sich in den zahlreichen örtlichen Vereinen.
Hessische Gebietsreform (1970–1977)
Zum 31. Dezember 1971 wurde die bis dahin selbständige Gemeinde Wetterburg im Zuge der Gebietsreform in Hessen auf freiwilliger Basis in die Stadt Arolsen eingemeindet. Für Wetterburg, wie für alle durch die Gebietsreform eingegliederten Gemeinden, wurden Ortsbezirke mit Ortsbeirat und Ortsvorsteher nach der Hessischen Gemeindeordnung gebildet.

### Verwaltungsgeschichte im Überblick
Die folgende Liste zeigt die Staaten und Verwaltungseinheiten, in denen Wetterburg lag:
- 1510 und später: Heiliges Römisches Reich, Grafschaft Waldeck, Amt Wetterburg
- ab 1712: Heiliges Römisches Reich, Fürstentum Waldeck, Amt Landau
- ab 1807: Fürstentum Waldeck, Amt Landau
- ab 1815: Fürstentum Waldeck, Oberamt der Diemel (Sitz in Arolsen)
- ab 1816: Fürstentum Waldeck, Oberjustizamt der Diemel (Sitz in Rhoden)
- ab 1850: Fürstentum Waldeck-Pyrmont (seit 1849), Kreis der Twiste[Anm. 1]
- ab 1867: Fürstentum Waldeck-Pyrmont (Akzessionsvertrag mit Preußen), Kreis der Twiste
- ab 1871: Deutsches Reich, Fürstentum Waldeck-Pyrmont, Kreis der Twiste
- ab 1919: Deutsches Reich, Freistaat Waldeck-Pyrmont, Kreis der Twiste
- ab 1929: Deutsches Reich, Freistaat Preußen, Provinz Hessen-Nassau, Regierungsbezirk Kassel, Kreis der Twiste
- ab 1942: Deutsches Reich, Freistaat Preußen, Provinz Hessen-Nassau, Regierungsbezirk Kassel, Landkreis Waldeck
- ab 1944: Deutsches Reich, Freistaat Preußen, Provinz Kurhessen, Regierungsbezirk Kassel, Landkreis Waldeck
- ab 1945: Deutsches Reich, Amerikanische Besatzungszone, Groß-Hessen, Regierungsbezirk Kassel, Landkreis Waldeck
- ab 1946: Deutsches Reich, Amerikanische Besatzungszone, Hessen, Regierungsbezirk Kassel, Landkreis Waldeck
- ab 1949: Bundesrepublik Deutschland, Hessen, Regierungsbezirk Kassel, Landkreis Waldeck
- ab 1972: Bundesrepublik Deutschland, Hessen, Regierungsbezirk Kassel, Landkreis Waldeck, Stadt Bad Arolsen
- ab 1974: Bundesrepublik Deutschland, Hessen, Regierungsbezirk Kassel, Landkreis Waldeck-Frankenberg, Stadt Bad Arolsen

### Bevölkerung
Einwohnerstruktur 2011
Nach den Erhebungen des Zensus 2011 lebten am Stichtag dem 9. Mai 2011 in Wetterburg 762 Einwohner. Darunter waren 30 (3,9 %) Ausländer. Nach dem Lebensalter waren 129 Einwohner unter 18 Jahren, 324 waren zwischen 18 und 49, 138 zwischen 50 und 64 und 168 Einwohner waren älter. Die Einwohner lebten in 378 Haushalten. Davon waren 165 Singlehaushalte, 96 Ehepaare ohne und 84 mit Kindern, 21 Alleinerziehende und 9 Wohngemeinschaften. In 6 Haushalten lebten ausschließlich Senioren und in 21 Haushaltungen leben keine Senioren.
Einwohnerentwicklung
 Quelle: Historisches Ortslexikon
- 1541: 44 Häuser
- 1738: 39 Häuser
- 1770: 44 Häuser, 310 Einwohner

| Wetterburg: Einwohnerzahlen von 1770 bis 2015 | Wetterburg: Einwohnerzahlen von 1770 bis 2015 | Wetterburg: Einwohnerzahlen von 1770 bis 2015 | Wetterburg: Einwohnerzahlen von 1770 bis 2015 | Wetterburg: Einwohnerzahlen von 1770 bis 2015 |
| --- | --------------------------------------------- | --------------------------------------------- | --------------------------------------------- | --------------------------------------------- |
| Jahr |                                               |                                               |                                               | Einwohner                                     |
| 1770 | 1770                                          |                                               | 310                                           | 310                                           |
| 1800 | 1800                                          |                                               | ?                                             | ?                                             |
| 1834 | 1834                                          |                                               | 504                                           | 504                                           |
| 1840 | 1840                                          |                                               | 538                                           | 538                                           |
| 1846 | 1846                                          |                                               | 528                                           | 528                                           |
| 1852 | 1852                                          |                                               | 541                                           | 541                                           |
| 1858 | 1858                                          |                                               | 534                                           | 534                                           |
| 1864 | 1864                                          |                                               | 538                                           | 538                                           |
| 1871 | 1871                                          |                                               | 618                                           | 618                                           |
| 1875 | 1875                                          |                                               | 486                                           | 486                                           |
| 1885 | 1885                                          |                                               | 433                                           | 433                                           |
| 1895 | 1895                                          |                                               | 489                                           | 489                                           |
| 1905 | 1905                                          |                                               | 487                                           | 487                                           |
| 1910 | 1910                                          |                                               | 468                                           | 468                                           |
| 1925 | 1925                                          |                                               | 461                                           | 461                                           |
| 1939 | 1939                                          |                                               | 470                                           | 470                                           |
| 1946 | 1946                                          |                                               | 751                                           | 751                                           |
| 1950 | 1950                                          |                                               | 709                                           | 709                                           |
| 1956 | 1956                                          |                                               | 605                                           | 605                                           |
| 1961 | 1961                                          |                                               | 596                                           | 596                                           |
| 1967 | 1967                                          |                                               | 629                                           | 629                                           |
| 1980 | 1980                                          |                                               | ?                                             | ?                                             |
| 1990 | 1990                                          |                                               | ?                                             | ?                                             |
| 2000 | 2000                                          |                                               | ?                                             | ?                                             |
| 2011 | 2011                                          |                                               | 762                                           | 762                                           |
| 2015 | 2015                                          |                                               | 778                                           | 778                                           |
| Datenquelle: Historisches Gemeindeverzeichnis für Hessen: Die Bevölkerung der Gemeinden 1834 bis 1967. Wiesbaden: Hessisches Statistisches Landesamt, 1968. Weitere Quellen: LAGIS; Zensus 2011 |                                               |                                               |                                               |                                               |

Historische Religionszugehörigkeit
- 1885: 482 evangelische (= 98,57 %), Sieben katholischer (= 1,43 %) Einwohner[5]
- 1961: 520 evangelische (= 87,25 %), 56 katholische (= 9,40 %) Einwohner[5]

## Tourismus
Der Twistesee und die Wälder in der Umgebung bieten zahlreiche Freizeitmöglichkeiten. Zu den Sehenswürdigkeiten gehört darüber hinaus die am nördlichen Ortsrand gelegene Wetterburg. Ausflugsziele in der nahen Umgebung sind die Barockstadt Bad Arolsen mit dem Residenzschloss sowie die Kugelsburg bei Volkmarsen.